# Vaterpolo klub Koper
Vaterpolo klub Koper je vaterpolski klub iz slovenskog primorskog grada Kopra. Natječe se u Jadranskoj vaterpolskoj ligi.
Klupsko sjedište je na adresi Istarska cesta 70, Kopar.

## Povijest
VK Koper je jedan od najstarijih slovenskih športskih klubova.

## Klupski uspjesi
U sezoni 2010./11. VK Koper se plasirao u osminu finala LEN kupa pobijedivši ruski vaterpolski klub Sturm 2002. To je ujedno najveći uspjeh slovenskog klupskog vaterpola.

## Momčad (sezona 2011./12.)
Luka Grzentič, Danijel Benić, Andraž Verač, Simon Berce, Toni Barbarić, Borut Anzeljc, Herman Griffin, Teo Galič, Erik Bukovac, Vojislav Čupić, Martin Puš, Rok Crnica, Saša Jovanović, Boško Krivičić. Trener: Veselin Đuho.

## Vanjske poveznice
- Službene stranice  Arhivirana inačica izvorne stranice od 7. studenoga 2011. (Wayback Machine)